# 克朗斯
克朗斯股份有限公司（Krones AG）是PET塑膠瓶、玻璃瓶、易拉罐罐裝設備生產商之一。其設備可用於飲料及其它流質食品、藥物、化妝品、化學品的罐裝。因此克朗斯同时具備了完整的飲料生展工業廠房設計規劃的能力。
克朗斯是唯一拥有PET塑膠瓶、瓶對瓶回收技術的生產商，回收瓶經處理后，可再次運用到食品罐裝中去。
克朗斯以其PET環保方案，以及迄今為止最輕的重量僅6.6克，用於飲用水罐裝的PET塑膠瓶，榮獲了2008年德國包裝技術獎。
可持續性發展計畫“enviro”是設計和開發高能效、高介效机器和設備的標準。其用戶在購買时，可同时獲得使用價值說明及相關TÜV認證。

## 历史
克朗斯的发展与二次大战后德国复苏紧密相连。1951年，现任董事长的父亲赫尔曼·宫喜德（Hermann Kroneseder）开始在Neutraubling，自行设计、制造半自动的商标机。随着机器取得成功，从1960年代起，供货范围扩展到包装设备，和灌装系统。
1980年，公司改制，成为克朗斯股份公司。
通过收购其它企业，克朗斯为饮料行业的整体设备供货能力奠定了基础：
- 1983年：安东·斯坦尼Anton Steinecker机械厂（糖化设备），弗赖津（Freising）
- 1988年：Zierk机械制造有限责任公司（洗瓶机），弗伦斯堡（Flensburg）
- 1998年：凯特纳Max Kettner有限责任公司（包装设备），罗森海姆（Rosenheim）
- 2000年：桑德·汉森公司Sander Hans（巴氏杀菌系统），布隆德比，丹麦（Denmark）
- 2003年：意大利分公司（Kosme S.R.L），于意大利罗韦尔贝拉（Roverbella）成立（主要制造中低速设备）.

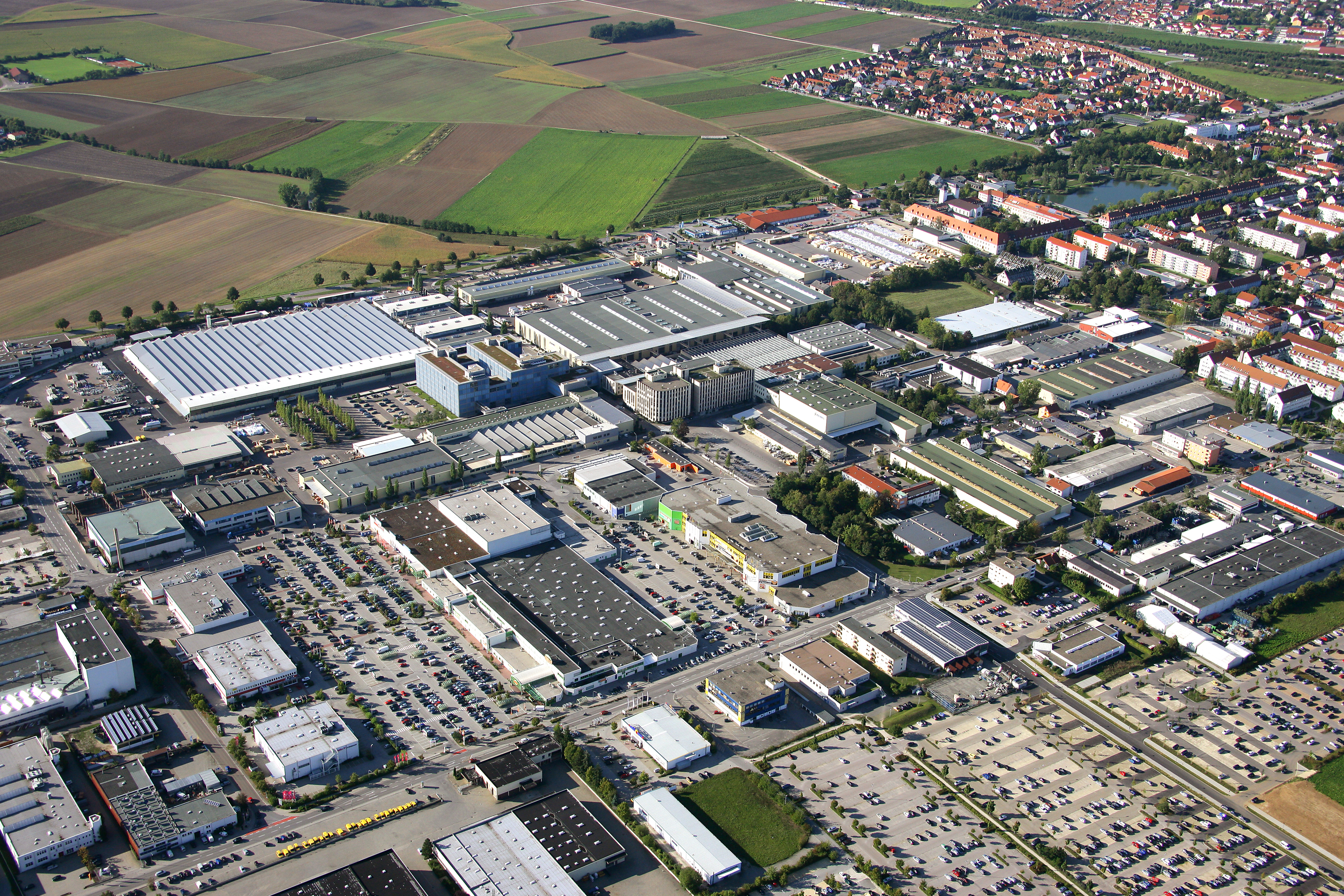
克朗斯Neutraubling总部鸟瞰图

## 概况
公司总部位于巴州雷根斯堡（Regensburg）新特劳普林（Neutraubling），员工约12,285人，其中在德国的员工总计为9,098人，而新型机器和设备，只在德国工厂（新特劳普林、尼特瑙、弗伦斯堡、弗赖津和罗森海姆）生产。
作为国际化企业，克朗斯80%的销售额来自国外，在全球共有40家子公司，拥有专利3150项。
子公司
- 奇克·克朗斯有限公司（KIC Krones）, 生产商标和纸箱的高端粘结剂以及运行材料，位于新特劳普林（Neutraubling）
- 克斯明有限公司（KOSME S.R.L），生产中低速灌装线，位于意大利的罗韦尔贝拉（Roverbella）

这些公司的产品覆盖了饮料灌装的其它领域。

## 产品
塑料技术

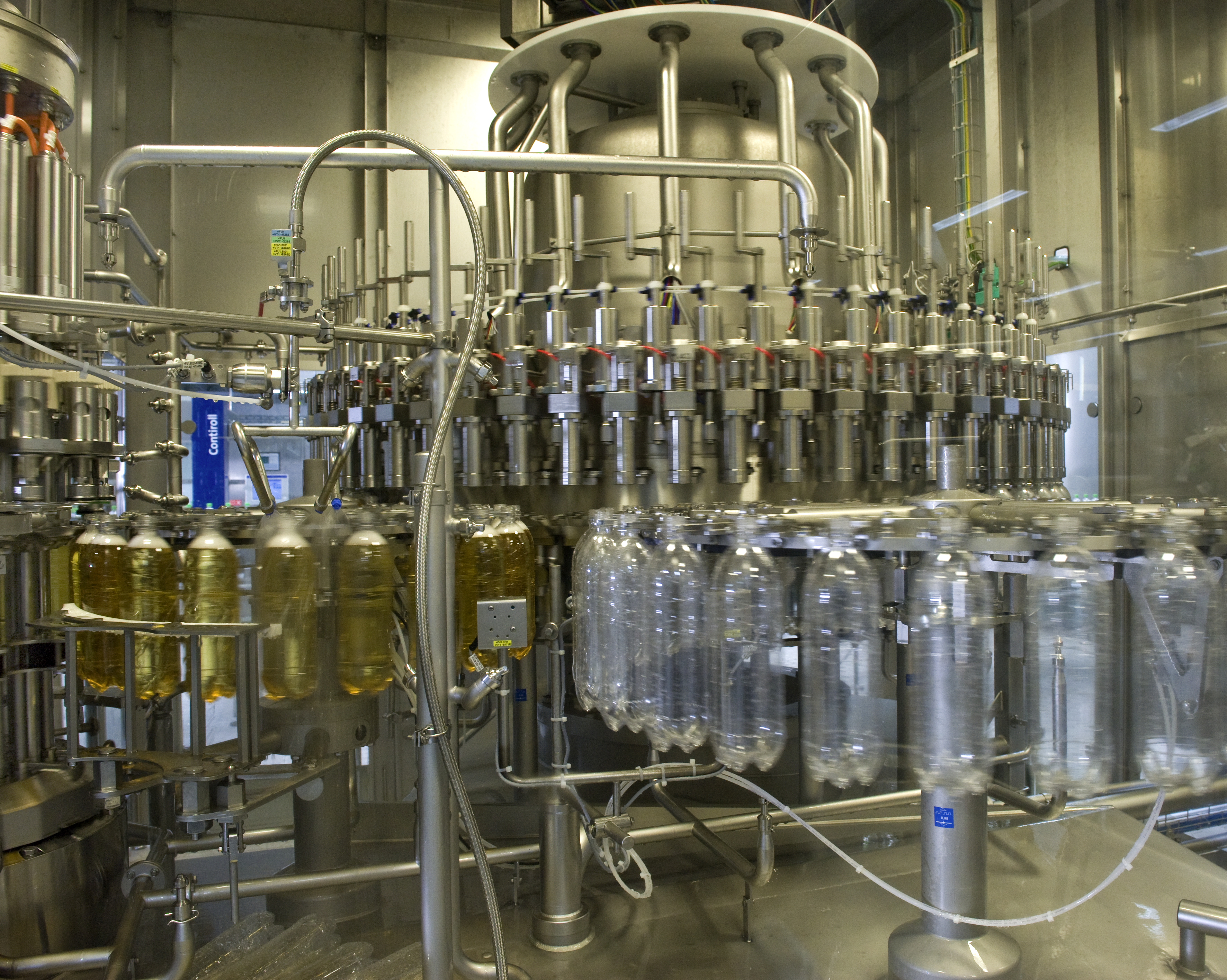
PET 瓶罐装线

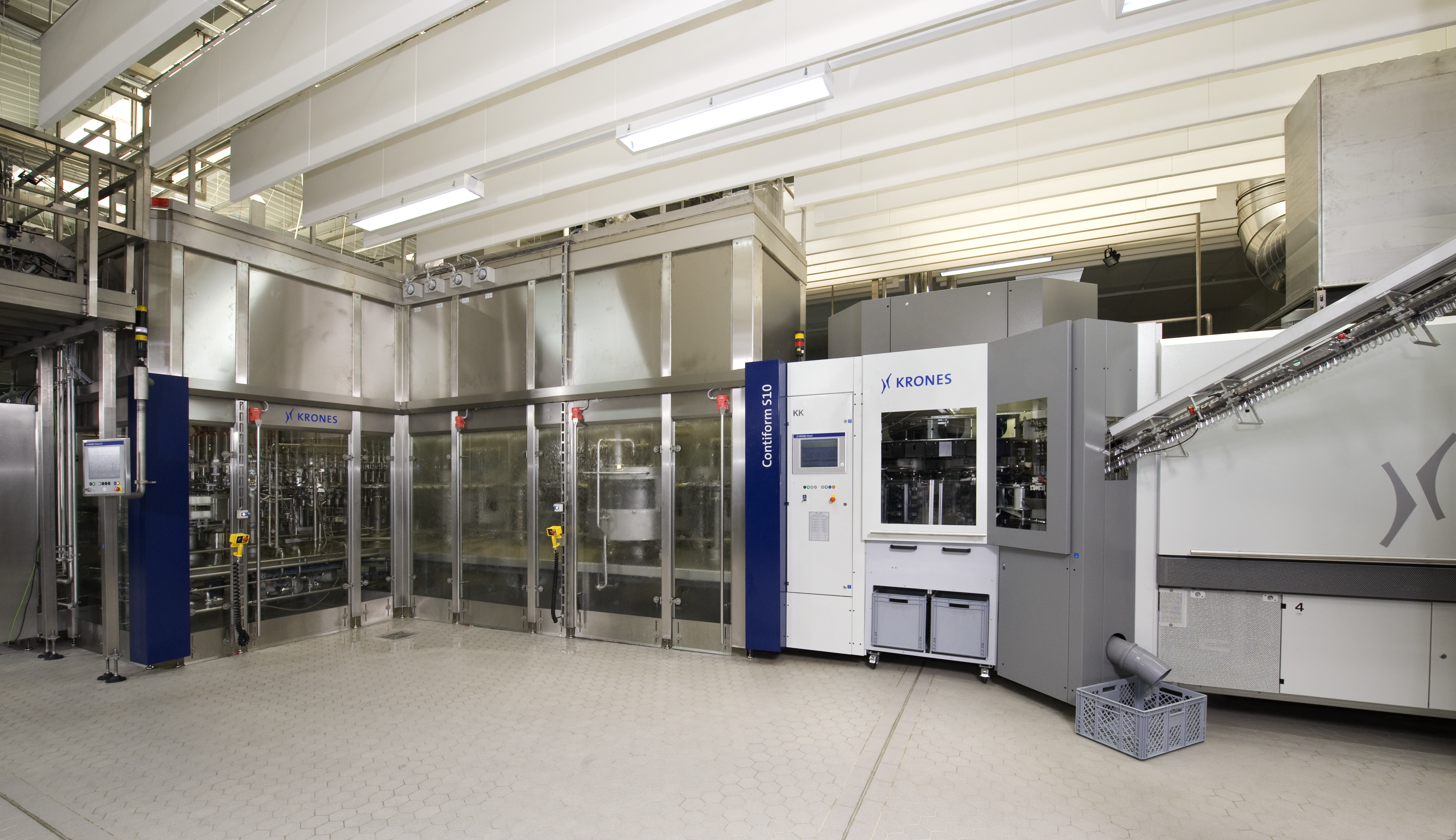
拉伸吹塑机(右)和罐装机 (左) 不带中介输送带集成

主要是生产力在每小时12800到80000瓶，用于生产３升以下PET瓶的拉吹成型机。该PET瓶回收系统基于可进行渐进温度控制和净化的瓶片清洗工艺。
灌装及包装技术
克朗斯为清洗、加工、灌装设备，提供相应的设备。结合洗瓶机、瓶子、容器的检查系统，以及热胶、冷胶、不干胶标签机，可完成饮料一系列灌装工序。一次性或可回收容器的包装，分类及分组机，以及码垛系统，进一步丰富了克朗斯灌装、包装技术的设备。
过程技术

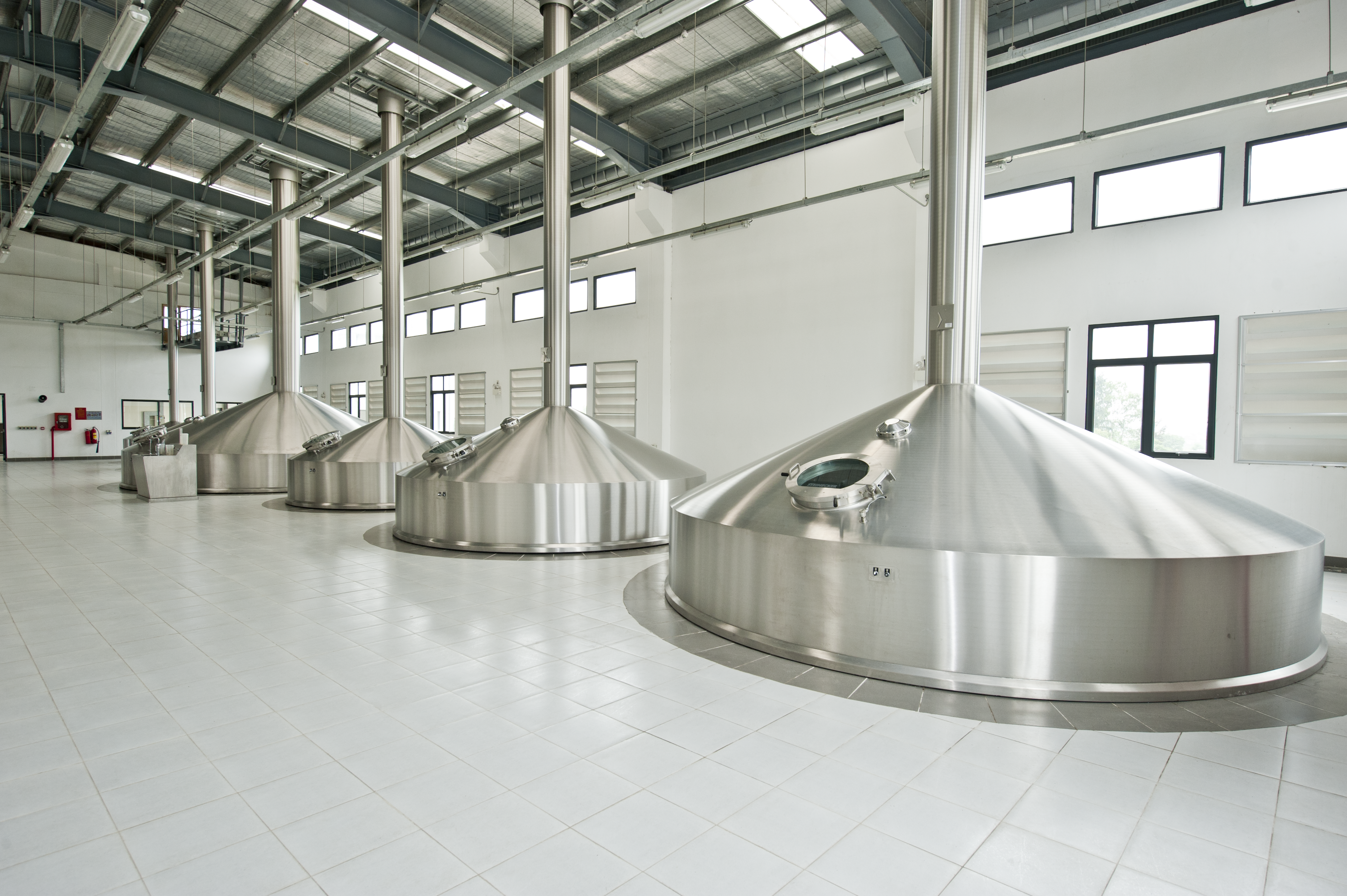
啤酒厂

克朗斯公司向啤酒厂提供完整生产系统。对新鲜饮料生产企业，克朗斯还可提供糖浆室、混合设备及碳化设备。针对饮料保存问题，可采用短期超高温加热系统，或者巴斯德设备。
IT解决方案及物料运输技术
克朗斯自行设计物流系统，确保生产及分销中原材料、辅料、燃料、成品的供给。在此，模块式、高架式仓储系统会被运用；分拣设备则是满足混合产品托盘生产的必要前提；叉车指导系统、货场管理系统，改善了货物装卸程序。2013年1月，克朗斯宣布暂停自行运营物料运输技术。未来集团内该领域的新项目将由Klug GmbH和Teunz两家公司一起处理，而克朗斯公司占Klug GmbH26%的股份。自2014年4月24日Klug GmbH公司申请破产程序后，资产交易过程中，该公司于2014年7月1日100%由奥地利公司TGW Logistics Group收购。Klug GmbH公司的收购招标过程中，克朗斯公司也提出了相应的发展概念和报价，但最终由TGW Logistics Group中标。克朗斯于2013年1月投入的五百万欧元被折旧。

## 1997年后的重要发展
- 1997年开始使用拉吹成型机生产PET塑料瓶
- 2000年首次供应敏感软饮料无菌灌装设备[8]
- 2002年首次为PET瓶再生厂提供PET回收设备
- 2005年无菌灌装技术因新研发而成的H2O2湿杀菌工艺得以进一步的发展；之前克朗斯在消毒过程一直使用过氧化酸；现如今克朗斯公司成为了唯一能提供该两种杀菌技术的公司。
- 2010年引进ProShape – 一种生产椭圆形，不对称塑料品的新工艺
- 2010年首次演示FlexWave瓶坯加热系统，基于微波节能的PET生产技术[9]
- 2011年引进LitePac一种全新的饮料包装：原来用于捆并多瓶饮料的塑料膜被一条环绕表带和一个用于提取饮料的把手替代。因此可以减少75% 因包装而产生的原材料浪费。

## 数据资料
集团销售额
- 16.95亿欧元（2005年）
- 19.11亿欧元（2006年）
- 21.56亿欧元（2007年）
- 23.81亿欧元（2008年）
- 18.65亿欧元（2009年）
- 21.73亿欧元（2010年）
- 24.80亿欧元（2011年）
- 26.60亿欧元（2012年）
- 28.20亿欧元（2013年）[4]

2013年销售额组成
- 酒精饮料 46.0 %
- 软饮料 45.6 %
- 食品、化学品、医药、化妆品8.4 %

董事会
福乐克·宫喜德，董事长
Rainulf Diepold
Werner Frischholz
Christoph Klenk
Thomas Ricker
监事会主席
Ernst Baumann

## 公司对外沟通
公司同时拥有Twitter和Facebook的帐户，并且有一个集合了所有原创克朗斯原创视频的Krones TV。